# Ejby (Glostrup)
 For alternative betydninger, se Ejby. (Se også artikler, som begynder med Ejby)
Ejby er en bydel i Storkøbenhavn, beliggende i Glostrup Kommune mellem Glostrup og Skovlunde. Kommunen har 23.655 indbyggere  (2024). Fra bydelen er der ca. 13 kilometer til centrum af København.

## Etymologi
Det ældste kendte navn for byen er Egby, formentlig på grund af nærliggende egeskov. Igennem historien har byen heddet Egby, Eiby, Ejbye eller Ejby. Siden 1960'erne har stavemåden "Ejby" dog ligget fast.

## Historie
| Folketal for Ejby by | Folketal for Ejby by |
| -------------------- | -------------------- |
| År                   | Indbyggere           |
| 1787                 | 145                  |
| 1801                 | 158                  |
| 1834                 | 217                  |
| 1840                 | 219                  |
| 1850                 | 244                  |
| 1855                 | 229                  |
| 1860                 | 239                  |
| 1880                 | 258                  |

Byen menes at være grundlagt i vikingetiden omkring år 900. Kilder fra 1600-tallet viser, at der i området har været drevet svedjebrug, og at jorden i området generelt var frugtbar landbrugsjord. I begyndelsen af 1600-tallet var Ejby sæde for tinghuset for Smørum Herred, hvor civile og kriminelle sager blev behandlet.
I 1682 havde Ejby 8 gårde og 4 huse uden jord. Det samlede dyrkede areal udgjorde 544,3 tønder land skyldsat til 146,70 tdr hartkorn. Dyrkningsformen var trevangsbrug.
Ved den første folketælling i 1787 var der 145 indbyggere i Ejby, og ved udskiftningen i 1794 bestod byen af 15 gårde og 12 husmandssteder. I 1819 var børnetallet blevet så højt, at den første skole i Ejby blev åbnet.
Endnu i begyndelsen af 1900-tallet lå Ejby som en isoleret landsby, men i mellemkrigstiden skete en delvis omlægning af landbrugsjord til gartneri, og denne tilstand varede ved til omkring 1960.
Ejby skole blev lukket i 1950, men en ny Ejby-skole åbnede igen i 1977.
I 1960'erne og 1970'erne blev meget af landbrugene i området nedlagt og jorden udstykket til parcelhuse, og Ejby er i dag næsten udelukkende en parcelhusforstad. Der er dog endnu lidt landsbyidyl tilbage omkring gadekæret, hvor nogle af de gamle gårdes stuehuse stadig er bevaret.
Øst for forstaden, på den anden side af ringvejen, ligger et større erhvervsområde, Ejby Industrikvarter. Og nord for Ejby ligger forstadens bedst kendte virksomhed, I/S Vestforbrænding.